# Parfois trop d'amour
Pour plus de détails, voir Fiche technique et Distribution.
Parfois trop d'amour est un film franco-belge réalisé par Lucas Belvaux et sorti en 1993.

## Synopsis
Sur un coup de tête, trois Parisiens quittent la capitale pour aller voir un bateau dans le but de le restaurer.

## Fiche technique
- Titre : Parfois trop d'amour
- Réalisation : Lucas Belvaux
- Scénario : Lucas Belvaux
- Photographie : Bertrand Chatry
- Décors : Patrick Durand
- Son : Henri Morelle
- Montage : Valérie Loiseleux
- Musique : Lee Clayton et Christian Monheim
- Production : Les Films de la drève - Oan Films
- Pays :  France -  Belgique
- Durée : 85 minutes
- Date de sortie : France - 3 mars 1993

## Distribution
- Joséphine Fresson : Delphine
- Bernard Mazzinghi : Daniel
- David Martin : Fernand
- Francis Bouc : Marcel
- Lucas Thierry : Eddy